# 年較差

## 概念
年較差是指最熱月均溫和最冷月均溫的溫度差值，是區分大陸性和海洋性氣候的重要依據。

## 成因

### 太陽輻射
因為緯度越高，年內晝夜長短變化懸殊越大，所以年較差具有從低緯向高緯遞增的現象。

### 大氣環流
如果大氣環流形勢季節變換明顯，則該氣候區的年較差較大。如東亞的季風氣候區，地中海氣候區等。

而如果年内大氣環流形勢單調，則該氣候區的年較差較小。如溫帶海洋性氣候區、熱帶雨林氣候區等。

### 下墊面

#### 下墊面的物質組成對年較差的影響
比較潮濕的下墊面，年較差比較乾燥的下墊面要小。這是因為水的比熱容較大，而且液態水易揮發散熱的緣故。

海洋的年較差比湖泊的要小，湖泊的年較差又次於陸地的年較差。如果發生海上石油洩露，油膜導致水的蒸發散熱機制失效，油膜覆蓋的海洋年較差將變大。

在陸地上，植被的種類對年較差影響較大，森林因為含水量較大，所以森林的年較差比草原的年較差要小，草原的年較差比裸地的年較差又要小。城市因為植被覆蓋率較差，所以城市的年較差大於郊區。而陸地上冰川覆蓋的地區因為冰是固態水的緣故，年較差較小。

#### 地形對年較差的影響
因為坡面上空氣升溫和降溫速度較快，故夏季山谷因為地形較封閉而不易散熱，從而夏季山谷氣溫較高；而冬季冷空氣下沉在山谷集聚，山谷冬季氣溫較低。山頂則夏季因為其海拔較高，與周圍冷空氣交換頻繁而氣溫較低；冬季則冷空氣不易在山頂停留，加上空氣離地面較近而氣溫較周圍偏高。所以山頂的年較差比山谷小。